# Nausikaa
Nausikaa er navnet på en prinsesse, der optræder i Odysseen. Hun bor på øen Scheria, hvor hendes forældre kong Alkinoos og dronning Arete regerer. 
Hun hjælper hovedpersonen Odysseus, da han bliver skyllet i land efter hårde prøvelser.
- Wikimedia Commons har flere filer relateret til Nausikaa

| Mytologi | Spire Denne artikel om mytologi er en spire som bør udbygges. Du er velkommen til at hjælpe Wikipedia ved at udvide den. |